# Souleymane Niang
Pour les articles homonymes, voir Niang.
Souleymane Niang, né en 1929 à Matam et mort le 30 août 2010 à Toulouse, est un mathématicien sénégalais.

## Biographie

### Enfance et formation
Souleymane Niang est né dans une famille hal pulaar (toucouleur) de Matam (au bord du fleuve Sénégal), de El Hadji Amar Niang, érudit et marabout, et de Couro Baidy Ly. Après des études coraniques puis françaises jusqu'en 1949 année d'obtention de son baccalauréat « mathématiques élémentaires » au lycée Van Vollenhoven de Dakar, il se rend en France où il poursuit ses études en mathématiques.
Ses études supérieures se déroulent à l'université Paul-Sabatier de Toulouse de 1950 à 1954. Dans la perspective d'un « retour au pays », il privilégie l'enseignement.

### Carrière
Sa carrière débute au lycée Pierre-de-Fermat à Toulouse, en qualité de professeur certifié en 1955-1956 et se poursuit à l'École normale William-Ponty. Il est chef du Département de Mathématiques et Informatique, Faculté des Sciences et Techniques, de l'université de Dakar de 1956 à 1960, date à laquelle il se prononce en faveur du Sénégal indépendant.
Recruté en qualité d'assistant de Raymond Ruffin à l'université de Dakar en 1960, ses recherches portent sur les équations générales, les équations de dynamique analytique, les principes variationnels, et leurs généralisations, ainsi que sur leurs applications en mécanique rationnelle. Il soutient en 1964 une thèse de doctorat d'État en sciences mathématiques portant sur la « Théorie des systèmes variables de particules et ses applications » dans le jury duquel figure André Lichnerowicz. Il est nommé en 1969 professeur titulaire de la chaire de mécanique rationnelle, succédant dans cette fonction à Raymond Ruffin.
Il exerce les fonctions de doyen de la faculté des sciences pendant seize ans, de 1970 à 1986. Parallèlement directeur de l'Institut de recherches sur l'enseignement des mathématiques, de la physique et de la technologie (IREMPT), il introduit les mathématiques modernes dans le secondaire au Sénégal.
Il est nommé recteur de l'université de Dakar le 1er janvier 1986, fonction qu'il exerce jusqu'au 17 janvier 1999.
Président de l'Académie nationale des sciences et techniques du Sénégal jusqu'en 2010. Il est nommé ministre conseiller spécial du Président de la République dès 1999 et recteur honoraire en 2006. Souleymane Niang a exercé d’autres fonctions au Club Nation et Développement, au Haut Conseil de l'Audiovisuel et au Conseil économique et social. Il est marié à Gilberte Meric et père de trois enfants.
Il meurt le 30 août 2010. Le chef de l’État, Macky Sall annonce en 2021 que la future université de Matam portera le nom de Souleymane Niang,,,,.

### Fonctions dans des organismes scientifiques
- Président de l’Académie nationale des sciences et techniques du Sénégal (Anst)
- Représentant national de la Commission internationale de l’Enseignement des Mathématiques (Icmi)[12]
- Membre fondateur de l’Académie islamique des sciences (Ias)
- Président de la section scientifique de la Commission nationale de l’Unesco (début 1970)
- Président de la section nationale de la Commission internationale pour l’Enseignement des Mathématiques (Icmt) (1970)
- Président de la section Mathématiques-Physique du Comite Consultatif du Conseil africain et mauricien de l’Enseignement supérieur (Cames)
- Membre du Bureau de la Commission africaine pour l’Enseignement des Mathématiques (Caem)
- Membre du Conseil scientifique de l’Organisation de l’Unité africaine
- Membre du Bureau de l’Association des Universités partiellement ou entièrement de langue française (Aupelf/Uref) (1978-1984)
- Membre du Comité exécutif de l’Association des Universités africaines (Aua) (1981-1984)
- Ancien résident de l’Association scientifique de l’Ouest-africain (Wasa)

## Œuvre scientifique
L’œuvre mathématique de Souleymane Niang relève du domaine de la mécanique. Selon le chercheur Hamidou Dathe, Souleymane Niang est considéré comme le «créateur» de la théorie des systèmes variables des particules,. H. Dathe souligne l'importance de cette œuvre dans le contexte des années 1960, où a été développée la mission du programme spatial américain Apollo 11. Outre la théorie des systèmes variables, Souleymane Niang a élaboré une seconde thèse sur les «propriétés de fermeture des transformations de Fourier».

## Distinctions honorifiques
- Grand officier de l’Ordre national du Lion
- Officier de l’Ordre du Mérite (Sénégal)
- Chevalier des Palmes académiques (Sénégal)
- Officier de la légion d’honneur
- Officier de l’Ordre du Mérite (France)
- Commandeur des Palmes académiques (France)

## Publications
- Souleymane Niang, « Négritude et Mathématique » (Colloque sur la Négritude (Dakar : 12-18 avril 1971)), Présence Africaine, vol. 78, no 2,‎ 1971, p. 27-47 (DOI 10.3917/presa.078.0027, JSTOR 24350352, lire en ligne)
- En réponse à une étude de Noureini Tidjani-Serpos[13], il publie une suite :« Retour sur « Négritude et Mathématique » », Présence Africaine, vol. 83, no 3,‎ 1972, p. 105-115 (DOI 10.3917/presa.083.0105, JSTOR 24350460, lire en ligne)